# Natan (prorok)

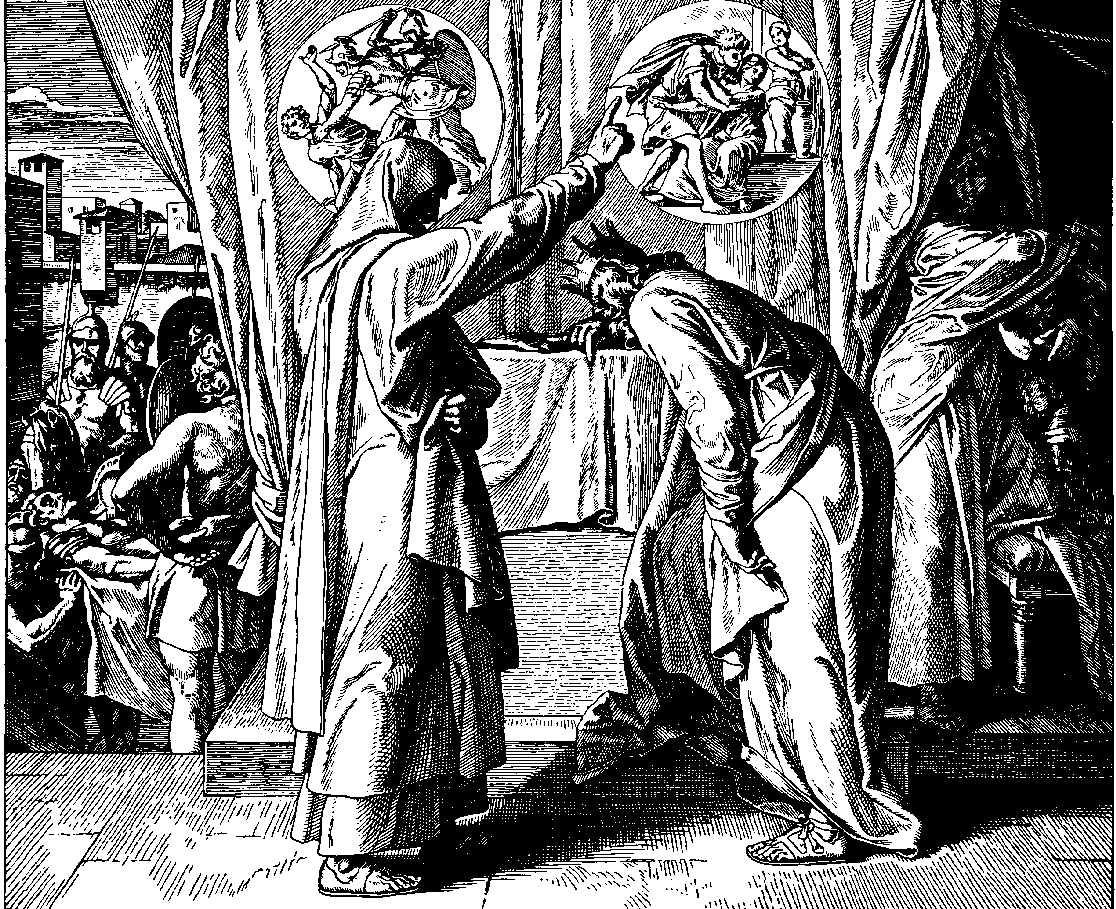
Prorok Natan

Natan (hebr. נָתָן, zm. po 970 p.n.e.) – prorok izraelski z czasów panowania Dawida i Salomona występujący w Starym Testamencie.
Był doradcą Dawida; przekazał mu słowa Jahwe, by nie budował świątyni, gdyż jest to zadanie zastrzeżone dla syna króla. Gdy Dawid doprowadził do śmierci Uriasza Hetyty, by poślubić jego żonę Batszebę, Natan przepowiedział śmierć najstarszego dziecka tej pary.
U schyłku życia Dawida w rozgrywce o sukcesję między jego synami Adoniaszem a Salomonem stanął po stronie tego ostatniego.
Biblia wspomina o istnieniu księgi noszącej tytuł "Dzieje Natana Proroka".